# أمل بن عبدة
أمل بن عبدة أستاذة الرياضيات بالمدرسة الوطنية للمهندسين بتونس. وهي أول شخص في تونس يحصل على الدكتوراه في الرياضيات التطبيقية. وهي الممثلة التونسية للجنة التوجيهية للمختبر الدولي لعلوم الحاسوب والرياضيات التطبيقية في المجلس الاستشاري للجمعية التونسية لعالمات الرياضيات.

## النشأة والتعليم
درست أمل بن عبدة الرياضيات التطبيقية في المدرسة الوطنية للمهندسين بتونس وتخرجت منها عام 1988. بعد تخرجها عملت بالمعهد التحضيري للدراسات الهندسية بنابل. وحصلت على أول دكتوراه في الرياضيات التطبيقية في تونس عام 1993. 

## البحث والمهنة
في مجال الرياضيات التطبيقية، عملت أمل بن عبدة على طريقة "الفجوة التبادلية" التي يمكن استخدامها كمؤشر على العيوب في المواد.    كما أنها تعمل على مسألة إعادة بناء الشروط الحدودية (القيمة الحدّية) من البيانات غير المكتملة.
عام 1993، التحقت بن عبدة بالمعهد التحضيري للدراسات العلمية والتقنية، حيث رُقّيت إلى أستاذ مساعد في نفس العام. وفي 1999 التحقت بالمدرسة الوطنية للمهندسين بتونس. ناقشت شهادة التأهّل للأستاذية الأولى من نوعها في تونس عام 1998 وهي مسؤولة عن فريق النظريات العكسية في مختبر النمذجة الرياضية والرقمية في العلوم الهندسية (LAMSIN).
أمل هي الممثلة التونسية في اللجنة التوجيهية للمختبر الدولي لعلوم الحاسوب والرياضيات التطبيقية. وهي عضو في المجلس الاستشاري لجمعية الرياضيات التونسية (TWMA).   تمنح هذه الجمعية جائزة سنوية لأفضل أطروحة دكتوراه في الرياضيات.
عام 2018، اختيرت أمل واحدةً من أفضل 100 امرأة وفق مجلة OKAfrica.